# Danaikanapura, Ramanagara
Danaikanapura là một làng thuộc tehsil Ramanagara, huyện Ramanagara, bang Karnataka, Ấn Độ.